# 1889 en football
Cet article présente les faits marquants de l'année 1889 en football.

## Clubs fondés en 1889
- en Angleterre :
  - fondation du club de Bath City Football Club basé à Bath.
  - fondation du club de Brentford Football Club basé à Brentford.
  - fondation du club de Middlesbrough Ironopolis Football Club basé à Middlesbrough. Le club disparait en 1894.
  - fondation du club de Wimbledon Football Club basé à Wimbledon.
  - fondation du club de Woking Football Club basé à Woking.
- en Irlande du Nord :
  - fondation du club de Larne Football Club basé à Larne.

## Février
- 2 février : à Hampden Park, en finale de la Coupe d'Écosse 1888-1889, le Third Lanark Athletic Club bat le Celtic F.C. 3-0 mais le match est déclaré nul[1].
- 9 février : à Hampden Park, la finale de la Coupe d'Écosse 1888-1889 est rejouer et le Third Lanark Athletic Club bat le Celtic F.C. 2-1[2].
- 23 février : sur le British Home Championship, à Stoke-on-Trent, l’Angleterre bat le Pays de Galles 4-1 à Stoke-on-Trent.
- 26 février : au Danemark, fondation du club de l'AB Copenhague basé à Gladsaxe.

## Mars
- 2 mars : sur le British Home Championship, à Everton (Liverpool), l’Angleterre bat l’Irlande 6-1.
- 9 mars : sur le British Home Championship, à Glasgow, l'équipe d'Écosse bat l'équipe d'Irlande 7-0.
- 22 mars : fondation du club de Sheffield United Football Club basé à Sheffield.
- 23 mars : Preston North End FC, avec 18 victoires et 4 nuls, est sacré premier champion d'Angleterre. J.A.H. Caton, journaliste du « The Athletic News » assiste aux entraînements et révèle l'emploi d'un tableau noir pour de longues séances tactiques[3].
- 30 mars : finale de la 18e FA Cup (149 inscrits). Preston North End FC 3, Wolverhampton Wanderers FC 0. 22 000 spectateurs au Kennington Oval.
- Mars : des joueurs du Yorkshire Cricket Club fondent le club de football de Sheffield United FC.
- Mars : fondation de la « Northern League » par Darlington FC, Middlesbrough FC, Sunderland AFC, et Sunderland Albion.

## Avril
- 13 avril : sur le British Home Championship, à Londres, l'Écosse bat l’Angleterre : 3-2.
- 15 avril : sur le British Home Championship, à Wrexham, l'équipe du pays de Galles et celle d'Écosse font match nul 0-0.
- 22 avril : à Racecourse Ground de Wrexham, en finale de la Coupe du pays de Galles, Bangor City F.C. bat Northwich Victoria F.C. 2-1.
- 27 avril : sur le British Home Championship, à Belfast, l’équipe d'Irlande est battue à domicile par l'équipe du pays de Galles. C'est l'Écosse qui remporte le British Home Championship 1889[4].

## Mai
- 3 mai : les quatre derniers du classement de la Football League sont réélus (reelected) par l'ensemble des clubs pour rester au sein de la League. Les neuf clubs candidats à l'entrée sont repoussés, toujours par vote, dont Sheffield Wednesday FC, Sunderland AFC et Newton Heath.
- 9 mai : fondation de la « Football Alliance » sur l'initiative de Sheffield Wednesday FC et Nottingham Forest FC. Dix autres clubs rejoignent l'Alliance.
- 18 mai : fondation de la Fédération du Danemark de football (DBU).
- mai : Concordia Rotterdam remporte le premier championnat des Pays-Bas[5],[6].

## Juin
- 6 juin : en Allemagne, fondation du club de BFC Viktoria 89 Berlin basé à Berlin.

## Août
- 15 août : en Inde, fondation du club de Mohun Bagan Athletic Club basé à Calcutta[7].

## Septembre
- 2 septembre : inauguration du stade de Wolverhampton Wanderers FC : Molineux. Devant 3 900 spectateurs, Wolves affronte Aston Villa en match amical.

## Octobre
- 1er octobre : fondation du club de football néerlandais du FC Haarlem.

## Novembre
- Novembre : 
  - les Invincibles de Preston North End FC sont battus en match amical par la prestigieuse équipe amateur londonienne des Corinthians FC, 5-0 !
  - en Irlande du Nord, fondation du club de Glenavon Football Club basé à Lurgan.

## Décembre
- 8 décembre : fondation de la Fédération néerlandaise d’Athlétisme et de Football (N.A.V.B.).
- 23 décembre : en Espagne, fondation du club de Recreativo de Huelva basé à Huelva.
- 24 décembre : en Argentine, fondation du club de Club Atlético Rosario Central basé à Rosario.

## Naissances
- 7 janvier : George Elliott, footballeur puis entraîneur anglais († 1948).
- 12 janvier : Victor Denis, footballeur puis journaliste français.  († 1972).
- 27 janvier : Larrett Roebuck, footballeur anglais († 1914).
- 10 février : J.M. Barat, footballeur français. († ?).
- 1er avril : Hermann Felsner, footballeur puis entraîneur autrichien († 1977).
- 2 avril : Francis Le Basser, dirigeant français († 1974).
- 5 avril : Otto Fehlmann, footballeur suisse († 1977).
- 6 avril : Ferdinand Rochet, footballeur français († 1929).
- 10 avril : Joseph William Julian, footballeur puis entraîneur anglais († 1957).
- 29 avril : Jan van der Sluis, footballeur néerlandais († 1952).
- 3 mai : Gottfried Fuchs, footballeur allemand († 1972).
- 8 mai : Louis Van Hege, footballeur puis dirigeant sportif belge († 1975).
- 25 mai : Jan van Dort footballeur néerlandais. 1967.
- 25 juin : Joe Smith, footballeur puis entraîneur anglais († 1971).
- 9 juillet : Jan Kok, footballeur néerlandais († 1958).
- 17 juillet : Theo Verbeeck, dirigeant belge († 1951).
- 19 août : Jean Degouve, footballeur français.
- 11 octobre : Imre Schlosser, footballeur hongrois († 1959).
- 6 novembre : 
  - Gabriel Hanot, footballeur puis entraîneur et journaliste français († 1968).
  - Louis Olagnier, footballeur français († 1964).
- 11 novembre : Vilhelm Wolfhagen, footballeur danois († 1958).
- Henri Sellier, footballeur français.
- Mario Nevi, footballeur italien († 1925).

## Décès
- 13 janvier : décès à 26 ans de William Cropper, joueur anglais.